# Coregonus reighardi
Coregonus reighardi är en fiskart som först beskrevs av Walter Norman Koelz 1924.  Coregonus reighardi ingår i släktet Coregonus och familjen laxfiskar. IUCN kategoriserar arten globalt som akut hotad. Inga underarter finns listade i Catalogue of Life.